# 9 Lives (canción)
«9 Lives» es una canción grabada por la cantante rumana Alexandra Stan para su tercer álbum de estudio, Alesta (2016). Fue lanzada para su descarga digital el 13 de enero de 2017 a través de Roton y Global Records como el sexto sencillo del disco, en colaboración con el cantante búlgaro Jahmmi. «9 Lives» fue escrita por Sebastian Arman, Borislav Milanov, Joacim Persson, Jahmmi Youth y Alex Zaidec, mientras que la producción fue manejada por Arman y Persson. Es una pista de pop, reggae, dancehall y dance, con letras optimistas que abarcan temas motivacionales.
Un video musical para la canción fue filmado por Criss Blaziny y subido al canal oficial de la cantante en YouTube el 12 de febrero de 2017. El videoclip se filmó en el puerto de Constanza y en un parque que Stan solía visitar en su juventud; el video la muestra con una peluca negra caminando por su entorno. La pista ha recibido reseñas positivas por parte de los críticos de música, quienes elogiaron la contribución de Jahmmi y describieron a «9 Lives» como «pegadiza» y el punto destacado de Alesta. Un crítico comparó el título del sencillo con el caso judicial de Stan de 2013 y el mito de que los gatos tienen nueve vidas.

## Antecedentes y composición
«9 Lives» contó con la colaboración del cantante búlgaro Jahmmi, quien se hizo conocido por su aparición en el programa de talentos Music Idol, y se estrenó como el sexto sencillo del tercer álbum de estudio de Stan, Alesta (2016); la cantante lo promovió con una gira por Asia en 2016. Durante una entrevista, Stan reveló que la pista estaba inicialmente planeada para ser lanzada en diciembre de 2016, pero finalmente se estrenó a principios de 2017, después de algunos meses subiendo vistas previas, debido a las «vacaciones en general».
Junto con una versión extendida, la pista se lanzó en formato digital como un sencillo independiente el 13 de enero de 2017 a través de Roton y Global Records; ambas versiones duran tres minutos con 51 segundos. Una versión más explícita de la canción fue incluida en la edición japonesa de Alesta. «9 Lives» fue escrita por Sebastian Arman, Borislav Milanov, Joacim Persson, Jahmmi Youth y Alex Zaidec, mientras que la producción fue manejada por Arman y Persson. Zino Mikorey se encargó de la mezcla y masterización. Es una pista de pop, reggae, dancehall y dance, que líricamente profundiza en la fuerza para levantarse y reinventarse, con Stan cantando acerca de que tiene «actitud y un estilo completamente nuevo».

## Recepción
Jonathan Currinn, del sitio web Celebmix, elogió la contribución de Jahmmi por «destacar cuando lo necesita»; además nombró a la pista como el punto destacado de Alesta. El portal portugués Original Tune dijo que Stan sería una candidata potencial para representar a Rumania en el Festival de la Canción de Eurovisión 2017, mientras que el sitio web rumano ZU TV describió su sonido como «pegadizo» y sus versos como «optimistas». Gheorghe Chelu, de la revista rumana Click!, asoció el título de «9 Lives» con el caso judicial de Stan de 2013 y el mito de que los gatos tienen nueve vidas, llamándola una «persona optimista» y concluyó: «Ningún problema ha logrado derribarla».

## Promoción

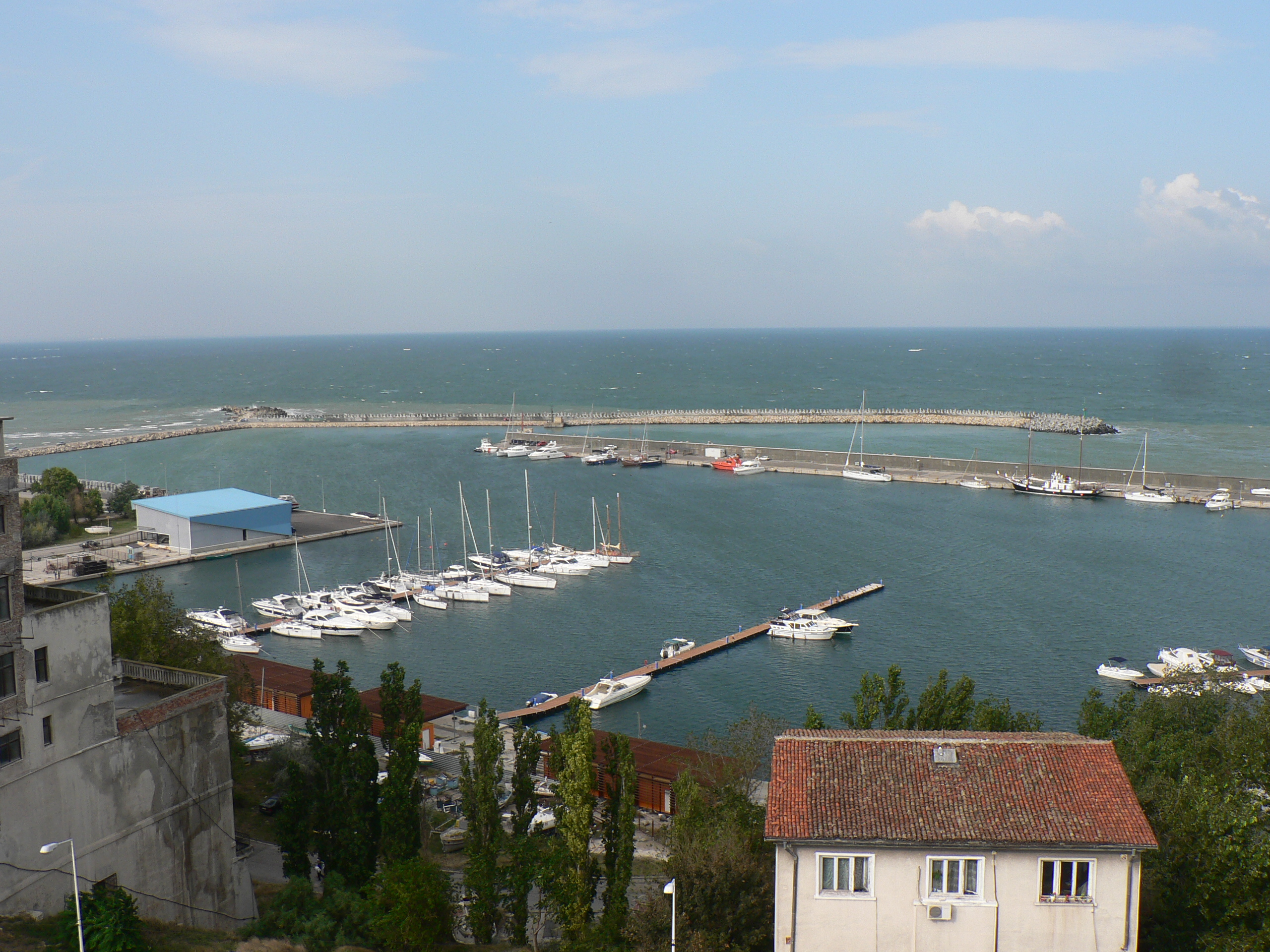
El video musical de «9 Lives» fue filmado por Criss Blaziny en el puerto de Constanza (en la imagen).

Stan interpretó una versión acústica de «9 Lives» para la estación de radio rumana Pro FM el 24 de enero de 2017 durante el segmento Matinalul ProFM. En la misma ocasión, la cantante aceptó un desafío que consiste en cantar con la boca cerrada, a lo que la artista cantó su propio sencillo «Mr. Saxobeat» (2011) junto con «This Is What You Came For» (2016) de Calvin Harris y Rihanna. La artista también fue invitada a interpretar «9 Lives» en directo para el programa rumano Vorbește Lumea.
Un video musical de acompañamiento para «9 Lives» fue subido al canal oficial de Stan en YouTube el 12 de enero de 2017. Fue filmado por Criss Blaziny a finales de 2015, con quien la cantante colaboró previamente en el sencillo «Au gust zilele» (2016). El videoclip se filmó en el puerto de Constanza, a temperaturas bajas. A través del video, Stan usa una peluca negra hecha con cabello 100 % natural.
El video empieza con tomas de Stan en un columpio, y posteriormente se presenta en el puerto mencionado, mientras luce ropa negra, una gorra gris y zapatos blancos. A continuación se muestra a la cantante realizando una coreografía varias veces y caminando por su entorno. Después de esto, Stan lame una cadena de metal y Jahmmi aparece vistiendo una chaqueta de color caqui y pantalones negros. Después del verso de rap de este último, la artista baila al ritmo de la canción con el humo colorido de un fuego artificial antes de que el video termine con Stan mirando a la cámara. Currinn, del sitio web Celebmix, le otorgó una reseña positiva al video, afirmando que es una «pieza de presentación pura y Alexandra Stan nos trae algunas vibraciones a través de su actuación». También pensó que la aparición de la cantante sirvió para enfatizar el mensaje de la canción. El portal ruso NewsTes señaló la ausencia de una trama general y la etiquetó como un «complemento para la pista».

## Formatos
| Descarga digital |                                            |          |  |
| N.º              | Título                                     | Duración |  |
| 1.               | «9 Lives (con Jahmmi)»                     | 3:51     |  |
| 2.               | «9 Lives (con Jahmmi) [Versión extendida]» | 3:51     |  |

## Historial de lanzamiento
| Región | Fecha               | Formato(s)       | Discográfica   |
| ------ | ------------------- | ---------------- | -------------- |
| Mundo  | 13 de enero de 2017 | Descarga digital | Roton • Global |